# Spikkeltangare
De spikkeltangare (Ixothraupis guttata synoniem: Tangara guttata) is een zangvogel uit de familie Thraupidae (Tangaren).

## Verspreiding en leefgebied
Deze soort telt 6 ondersoorten:
- I. g. eusticta: van Costa Rica tot noordwestelijk Colombia.
- I. g. tolimae: centraal Colombia.
- I. g. bogotensis: noordelijk Colombia en noordwestelijk Venezuela.
- I. g. chrysophrys: noordelijk en zuidelijk Venezuela en noordwestelijk Brazilië.
- I. g. guttata: zuidoostelijk Venezuela, de Guyana's en noordelijk Brazilië.
- I. g. trinitatis: Trinidad.